# Brocchinia (Cancellariidae)
Brocchinia  là một chi ốc biển, là động vật thân mềm chân bụng sống ở biển trong họ Cancellariidae.

## Các loài
Theo Cơ sở dữ liệu sinh vật biển (WoRMS) các loài sau với danh pháp hợp lệ được xếp vào chi Brocchinia:
- Brocchinia azorica (Bouchet & Warén, 1985)
- Brocchinia canariensis Rolán & Hernández, 2009
- Brocchinia clenchi Petit, 1986
- Brocchinia decapensis (Barnard, 1960)
- Brocchinia exigua (E.A. Smith, 1891)
- Brocchinia fischeri (A. Adams, 1860)
- Brocchinia harasewychi de Barros & de Lima, 2007
- Brocchinia kaiensis Verhecken, 1997
- Brocchinia nodosa (Verrill & S. Smith, 1885)
- Brocchinia pustulosa Verhecken, 1991
- Brocchinia tanimbarensis Verhecken, 1997
- Brocchinia verheckeni de Barros & de Lima, 2007